# Mhlume
Mhlume (m̩ˈɬumɛ) là một thị trấn ở Swaziland thuộc vùng Lubombo. Năm 1997, nó có 7661 cư dân. Mhlume cao 278 mét so với mực nước biển. Mía được trồng trong khu vực và chế biến thành đường trong một nhà máy đường. 52% lượng mía ở đó đến từ các nông dân.
Mhlume nằm trên đường trục MR24. Sân bay Mhlume nằm về phía tây bắc của thị trấn.
Mhlume Peacemakers FC và Mhlume United FC đã có lúc là câu lạc bộ bóng đá thành công trên toàn quốc có trụ sở tại Mhlume. Mhlume United FC sáp nhập với Simunye FC từ Simunye ở phía đông nam để thành lập RSSC United FC, nơi chơi các trận đấu của nó ở Mhlume.